# Takayuki Fujii
Takayuki Fujii (藤井 貴之 Fujii Takayuki?, nacido el 18 de junio de 1993 en Osaka) es un futbolista japonés que se desempeña como delantero.

## Trayectoria

### Clubes
| Club                    | País  | Año         |
| ----------------------- | ----- | ----------- |
| Kagoshima United FC     | Japón | 2016 - 2017 |
| Tokyo Musashino City FC | Japón | 2017        |

## Estadística de carrera

### J. League
| Club                | Año   | J. League | J. League | Copa J. League | Copa J. League | Total | Total |
| Club                | Año   | Part.     | Goles     | Part.          | Goles          | Part. | Goles |
| ------------------- | ----- | --------- | --------- | -------------- | -------------- | ----- | ----- |
| Kagoshima United FC | 2016  | 6         | 1         | -              | -              | 6     | 1     |
| Kagoshima United FC | 2017  | 0         | 0         | -              | -              | 0     | 0     |
| Total               | Total | 6         | 1         | 0              | 0              | 6     | 1     |